# 耿马小香竹
耿马小香竹（学名：Chimonocalamus dumosus var. pygmaeus）为禾本科方竹属下的一个变种。

## 扩展阅读
- 維基物種上的相關：耿马小香竹